# حلقه زمین (برق)

مدار ساده‌شده برای نشان دادن حلقهٔ زمین

حلقهٔ زمین (به انگلیسی: ground loop) در مدار یک سامانهٔ الکتریکی، معمولاً به جریان ناخواسته‌ای گفته می‌شود که در رسانا‌هایی با دو یا چند نقطهٔ وصل به زمین؛ به دلیل هم پتانسیل نبودن آن نقطه‌ها، به راه می‌افتد. این نقطه‌ها که معمولاً زمین هستند باید دارای صفر ولت، و با یک‌دیگر هم‌پتانسیل باشند. گاهی در نتیجهٔ ضعف کیفیت اتصال چنین نقطه‌هایی اختلاف ولتاژ ناچیزی با هم (با صفر)، پیدا می‌کنند و از طریق القای الکترومغناطیسی به جریان‌های ناخواسته تبدیل می‌شوند.
حلقهٔ زمینی می‌تواند با طراحی نامناسب یا ضعف کیفیت نصب قطعات سیستم نیز پیدا شود و در نهایت منجر به تولید نویز و تداخل در سیستم‌های صوتی، تصویری گردد.
در نمایش مدار ساده‌شده، در حالت ایده‌آل مقاومت فرضی RG صفر اهم فرض می‌شود ولی چون این مقدار صفر نیست (مثلا طول بیشتر سیم اتصال)، Vout تابعی از V۱ می‌شود و بنابرین کار مدار سمت چپ بر کار مدار سمت راست تأثیر القایی می‌گذارد و دو مدار دچار تداخل می‌شوند.
{\displaystyle V_{out}=V_{2}-V_{G}=V_{2}-{\frac {R_{G}}{R_{G}+R_{1}}}V_{1}.\,}
حلقهٔ زمین یکی از علل عمدهٔ نویز (پارازیت)، هوم، و تداخل‌ها در سیستم‌های صوتی، تصویری، و کامپیوتر است.